# Tavžlje
Tavžlje so naselje v Občini Cerknica.